# Polityka zdrowotna
Polityka zdrowotna – dział polityki społecznej, który, według Światowej Organizacji Zdrowia, „odnosi się do decyzji, planów i działań, które podejmowane są w celu osiągnięcia konkretnych celów opieki zdrowotnej w społeczeństwie. (...) Określa wizję przyszłości, która z kolei pomaga ustalić cele i punkty odniesienia w perspektywie krótko i średnioterminowej. To wyznacza priorytety oraz oczekiwane role poszczególnych grup. Buduje konsensus i informuje ludzi”.
Badania nad polityką zdrowotną państw podejmowano równolegle w wielu krajach w latach 70. XX wieku. Z czasem włączono pojęcie polityki ochrony zdrowia w ramy szerzej rozumianej polityki zdrowotnej.
W Polsce prowadzenie polityki zdrowotnej leży obecnie w zakresie obowiązków ministerstwa zdrowia. Poszczególne zadania polityki są realizowane na wszystkich szczeblach administracji państwowej i w jednostkach samorządu terytorialnego (województwo, powiat i gmina).
Niektóre elementy polityki zdrowotnej są poruszane na konferencjach ministrów zdrowia krajów członkowskich Unii Europejskiej.